# 柳川町 (高崎市)
柳川町（やながわちょう）は、群馬県高崎市の地名。郵便番号は370-0815。面積は0.08km2(2012年現在)

## 地理
前橋台地の南端、烏川左岸の東方、旧高崎城の北寄りに位置している。

## 歴史
明治6年に町名がつけられることとなり、成立した地名である。江戸時代は高崎城内北郭に位置していた。

### 年表
- 1889年（明治22年）4月1日 町制施行で高崎町の町名となる。
- 1900年（明治33年）4月1日 市制施行で高崎町は高崎市となる。

### 地名の由来
地内を流れる用水の川岸に柳の大木があったことに由来する。

## 世帯数と人口
2017年（平成29年）8月31日現在の世帯数と人口は以下の通りである。
| 町丁   | 世帯数  | 人口  |
| ------ | ------- | ----- |
| 柳川町 | 231世帯 | 409人 |

## 小・中学校の学区
市立小・中学校に通う場合、学区は以下の通りとなる。
| 番地 | 小学校             | 中学校             |
| ---- | ------------------ | ------------------ |
| 全域 | 高崎市立中央小学校 | 高崎市立高松中学校 |

## 交通

### 鉄道
当町に鉄道駅はない。

### バス
当町にはバス路線は通っているがバス停はない。

### 道路
国道は通っていない。県道は群馬県道29号あら町下室田線が通っている。

## 施設
- ホテル グランビュー高崎
- 高崎市役所城址公民館